# Schismatoglottis
Schismatoglottis Zoll. et Moritzi – rodzaj roślin zielnych, należący do rodziny obrazkowatych, liczący 92 gatunki. W większości są to rośliny endemiczne dla Borneo, ale występują również w innych tropikalnych i subtropikalnych regionach Azji, na południowo-zachodnim Pacyfiku i w południowych obszarach tropikalnej Ameryki Południowej.

## Morfologia
PokrójRodzaj obejmuje rośliny od bardzo zdrobniałych, płożących roślin zielnych o wysokości kilku centymetrów (np. S. mindanaoana, o wysokości 2–9 cm) do masywnych, drzewiastych pachycauli (np. S. corneri, o wysokości do 230 cm). Często występują gromadnie.
ŁodygaW rodzaju Schismatoglottis wyróżnia się dwa typy budowy łodygi: hapaksantyczny (hapaxanthic), właściwy dla nieformalnej grupy S. calyptrata, i plejonantyczny (pleionanthic), w przypadku pozostałych grup. Łodygi hapaksantyczne nie kontynuują wzrostu z wierzchołka pędu po przekwitnięciu rośliny. Pierwotny pęd obumiera, a roślina kontynuuje wzrost z pąków bocznych, umieszczonych u podstawy starego pędu. Łodygi tej grupy roślin są skrócone i zwykle podziemne, kłączowate. Jedynie S. convolula tworzy łodygi wydłużone, naziemne i rozgałęzione, a S. longispatha tworzy naziemne rozłogi. Łodygi plejonantyczne, typowe dla roślin jednoliściennych, kontynuują wzrost z wierzchołka pędu. Łodygi są zwykle naziemne, bardzo skrócone (np. S. puberulipes) lub wydłużone – wzniesione lub płożące.
LiścieRośliny tworzą od jednego do (częściej) kilku liści właściwych. Ogonki liściowe przeważnie tworzą pochwę na 1/3 – 3/5 swojej długości, jedynie w przypadku S. tecturata pochwa jest bardzo krótka, a rolę ochrony tworzących się blaszek liściowych przejmują łuskowate liście (katafile). W przypadku niektórych gatunków (np. S. roseospatha, S. schottii, S. barbata, S. erecta, S. bauensis) pochwa liściowa jest złączona z ogonkiem tylko u jego nasady, powyżej tworząc języczkowatą formę. W przypadku nieformalnej grupy S. rupestris pochwa liściowa jest całkowicie złączona z ogonkiem. Ogonek liściowy na odcinku między pochwą a blaszką jest mniej więcej zwężający się (terete) i D-kształtny w przekroju; rzadko podłużnie żeberkowany (S. nervosa). U niektórych gatunków pochwy liściowe tworzą pseudo-łodygę. Ogonek liściowy jest gładki u większości roślin z tego rodzaju, w przypadku niektórych (np. S. barbata, S. crintissima, S. ciliata, S. pyrrhias) ogonek, główne żyłki, brzeg i spód blaszki pokryte są włoskami o długości do 4 mm, przy czym np. u S. hottae) włoski występują wyłącznie na młodych liściach. Blaszka liściowa w rodzaju Schismatoglottis jest najczęściej strzałkowata, oszczepowata, sercowata lub lancetowata (głównie u gatunków reofitycznych). Wierzchołek blaszki jest często spiczasty, a czasami zakończony cylindrycznym lub rurowatym kończykiem. Młode liście są często różowe, brązowe lub zielone. Użyłkowanie pierwszorzędowe odchodzi pierzaście od głównego nerwu, przy czym najniżej położone żyłki często leżą bardzo blisko siebie lub są zrośnięte u podstawy. Użyłkowanie drugorzędowe jest prążkowane i istnieje w wielu rzędach o zmniejszającej się wielkości. Użyłkowanie dalszych rzędów składa się z żyłek krzyżujących się z żyłkami drugorzędowymi, tworząc nerwację siatkowatą. Użyłkowanie drugorzędowe i dalsze często nie jest widoczne, z uwagi na grubość skórki, jednakże w przypadku niektórych gatunków (np. S. mindanaoana, S. puberulipes, S. gamoandra) użyłkowanie trzeciorzędowe tworzy bardzo charakterystyczną, wyraźną i regularną siatkę.
KwiatyRośliny jednopienne, tworzące zwykle pojedynczy (lub kilka, w przypadku większych gatunków) kwiatostan typu kolbiastego pseudancjum. Szypułka, niewiele wystająca poza otaczającą ją pochwę liściową, jest zwykle krótka w czasie kwitnienia i rośnie w trakcie dojrzewania owoców; zwykle wzniesiona, jednakże u gatunków z wydłużonymi szypułkami (np. S. longifolia, S. corneri kwiatostan lekko zwisa z szypułki. U większości gatunków szypułka jest zielona i gładka, w przypadku niektórych (np. S. barbata, S. crintissima, S. ciliata, S. ferruginea, S. pyrrhias) pokryta jest włoskami, a w przypadku S. trifasciata ma kolor czarny. Pochwa kwiatostanu, o długości od 1,5 cm (S. mindanaoana) do 36 cm (S. corneri), jest właściwie zawsze rozróżnialna na dolną, zwiniętą, jajowatą część otaczającą fragment kolby pokryty kwiatami żeńskimi i część górną, szerszą, która w okresie kwitnienia kwiatów żeńskich zwykle lekko się uchyla, a w przypadku niektórych gatunków (np. S. elegans, S. rupetris, S. corneri) szeroko rozwiera. Dolna część pochwy zwykle jest koloru i faktury szypułki. Górna część jest zielona, żółtawa, biała do różowej. Po przekwitnięciu kwiatów żeńskich, a przed rozpoczęciem kwitnienia przez kwiaty męskie, u gatunków należących do nieformalnych grup S. calyptrata i S. multiflora górna część pochwy odpada, a w przypadku grupy S. asperata rozpada się. U grup S. rupestris i S. corneri górna część pochwy pozostaje przez jakiś czas po przekwitnięciu i stopniowo zaczyna się rozkładać, opadając na dolną część. W przypadku grupy S. tecturata po przekwitnięciu schną wyłącznie wierzchołek i brzegi górnej części pochwy, a pozostały jej fragment pozostaje aż do dojrzenia owoców. Między dolną i górną częścią pochwa jest silnie zwężona, tworząc w okresie kwitnienia kwiatów żeńskich szparę, umożliwiającą dostęp zapylającym je owadom. Po zakończeniu kwitnienia kwiatów żeńskich (a przed rozpoczęciem kwitnienia męskich) szpara ta zamyka się, aby uniemożliwić samozapylenie. Jedynie w przypadku S. barbata pochwa nie jest zwężona. Kolba kwiatostanu zazwyczaj jest długości pochwy. Struktura jej budowy w rodzaju Schismatoglottis jest zróżnicowana. Generalnie kolba dzieli się na fragmenty: dolny, pokryty kwiatami żeńskimi, środkowy, pokryty kwiatami męskimi oraz szczytowy wyrostek. Odcinki kwiatów obu płci mogą do siebie przylegać, ale również mogą być oddzielone wąską szczeliną, pokrytą kwiatami jałowymi. Fragment kolby pokryty kwiatami żeńskimi u niektórych gatunków jest wolny, a u innych przyrasta do pochwy na 2/3 swojej długości lub w całości. W części dystalnej tego odcinka kwiaty ułożone są luźniej. Słupki często są nieregularnie otoczone przez prątniczki. U niektórych gatunków prątniczki tworzą jedynie pierścień u nasady kolby, pojedynczy rząd w miejscu zrośnięcia kolby z pochwą lub są nieobecne. W przypadku S. elegans prątniczki zastąpione są słupniczkami. U S. scortechinii prątniczki leżą u podstawy kolby, a szczelina między kwiatami męskimi i żeńskimi pokryta jest kwiatami męskimi ze sterylnymi pylnikami. W przypadku S. wallichii szczelina ta jest rozrośnięta i pokryta prątniczkami charakterystycznymi dla tych, które w przypadku innych gatunków pokrywają wyrostek kolby. Fragment kolby pokryty kwiatami męskimi zwykle położony jest powyżej zwężenia pochwy, jednakże w przypadku gatunku S. pudenda leży on poniżej zwężenia, a u S. motleyana i S. trifasciata zarówno poniżej, jak i powyżej tego miejsca. Strefa pręcików jest zwykle niemal cylindryczna, ale często odwrotnie stożkowata. S. barbata posiada strefę kwiatów męskich zredukowaną do grupy pręcików położonych w brzusznej części kolby, na pozostałym obszarze tego fragmentu kolby położone są prątniczki. Wyrostek kolby jest bądź wąsko cylindryczny i wydłużony, bądź hemisferyczny, u niektórych gatunków jest silnie zredukowany; zwykle pokryty jest spłaszczonymi lub zaokrąglonymi, kolumnowatymi prątniczkami. U S. wallichii wyrostek kolby jest nagi. Kwiaty żeńskie w roślinach z rodzaju Schismatoglottis są nagie, położone gęsto lub luźno, zwykle małe i liczne. Zalążnie są niemal kuliste, butelko-kształtne lub cylindryczne, zawsze jednokomorowe z 1–4 łożyskami położonymi bazalnie lub ściennie i wieloma anatropowymi lub hemianatropowymi zalążkami. Szyjki słupków są krótkie lub nieobecne. Znamiona słupków są przeważnie siedzące, niekiedy wzniesione na krótkiej szyjce, dyskowate do punktowatych, zwykle brodawkowate. Prątniczki położone między kwiatami żeńskimi są zwykle maczugowate, płasko lub okrągło zakończone, niemal siedzące do osadzonych na długim, niemal dwukrotnie dłuższym od słupków, trzonku. Kwiaty męskie są trudno rozpoznawalne jako takie, składają się z od 2 do 3 pręcików. Pręciki roślin z tego rodzaju są bardzo zróżnicowane, zwykle ścięte i dzwono-kształtne; główki pręcików wyrastają na krótkich nitkach, sporadycznie są siedzące (np. u S. platystigma). Nitki pręcików mają tendencję do zrastania się w małe grupki, od 2 do 3. W przypadku S. ciliata pręciki są w pełni zrośnięte parami, z wyjątkiem wzniesionych, wąsko piramidalnych łączników. Główki pręcików składają się z 2 pylników, mniej więcej oddzielonych szerszym lub węższym łącznikiem, czasami wzniesionym, do języczko-podobnej (np. S. bogneri) lub wąsko piramidalnej (np. S. ciliata) formy, lub opuszczonym poniżej poziomu pylników (np. grupa S. calyptrata). Pylniki zwykle składają się z dwóch komór pyłkowych, otwierających się przez wspólny otwór, aczkolwiek w przypadku S. mayoana, S. pudenda i S. schotti każda komora otwiera się przez własny otwór. U gatunku S. erecta otwory te połączone są wyżłobieniem na łączniku pylników. S. longispatha i S. motleyana posiadają złączone pylniki, otwierające się przez pojedynczy otwór. Pyłek zwykle wypuszczany jest pojedynczo, rzadziej w cienkich nitkach (np. S. asperata, S. scortechinii). Ziarna pyłku mają wielkość około 17 μm, są łódko-kształtne, eliptyczne do niemal prostokątnych, wzdłużnie symetryczne.
OwocePowstający owocostan ukryty jest w dolnej części pochwy kwiatostanu, która po przekwitnięciu powiększa się. Owocami są małe jagody, zwykle zielonkawe do żółtawych, aczkolwiek istnieją doniesienia o jagodach w kolorze ciemnoczerwonym. Po dojrzeniu okrywa owocostanu nieregularnie pęka i rozpada się. Jagody zawierają podłużnie żeberkowane nasiona, z niewielką ilością elajosomu.
Rośliny podobnePrzedstawiciele plemienia Schismatogllottideae, w szczególności z rodzajów:
- Apoballis, od których różnią się krótkotrwałą górną częścią pochwy kwiatostanu (u Apoballis pochwa pozostaje w całości do owocowania), trwalszą pochwą liściową oraz szczeliną między kwiatami obu płci pokrytą kwiatami jałowymi (u Apoballis szczelina ta jest naga),
- Hestia, od których różnią się masywniejszą szypułką, na której, w przypadku niektórych gatunków, kwiatostan zwisa pod kątem najwyżej 45˚ (bardzo smukła szypułka i około 180° w przypadku Hestia) oraz nie zasiedlaniem gleb bielicowych,
- Phymatarum, od których różnią się przede wszystkim brakiem rogokształtnych wyrostków na pylnikach,

a także dalej spokrewnione rośliny z rodzaju Homalomena, od których różnią się jednokomorowymi zalążniami (u Homalomena zalążnie są 2-5-komorowe), 2-3-pręcikowymi kwiatami męskimi (u Homalomena kwiaty te są 2-6-pręcikowe), obecnością prątniczek (u Homalomena kwiaty jałowe są zawsze nieobecne) oraz niearomatycznymi liśćmi.

## Biologia i ekologia
RozwójByliny, hemikryptofity lub geofity ryzomowe. Większość gatunków to rośliny naziemne, jednakże część należy zaliczyć do reofitów (obligatoryjnych, jak S. multiflora lub fakultatywnych, jak S. tecturata) lub litofitów (w większości przypadków występujących na skałach wapiennych, np. S. venusta, S. bauensis, S. puberulipes). Wszystkie gatunki to rośliny wiecznie zielone, przy czym te, które zasiedlają obszary o sezonowej suszy, przechodzą pozorny okres spoczynku, więdnąc.
Rośliny kwitną zimą. O poranku pierwszego dnia kwitnienia kwiatostany podnoszą swoją temperaturę o około 4,5 °C powyżej temperatury otoczenia, przyciągając muchówki z rodziny wywilżankowatych, po czym temperatura spada, utrzymując się na poziomie o około 1,5 °C wyższej od otoczenia. Wczesnym rankiem następnego dnia komora z kwiatami żeńskimi zamyka się (u niektórych gatunków odpada również górna część pochwy), po czym kwiaty męskie wypuszczają pyłek. Temperatura kwiatostanu opada do poziomu otoczenia, a pokryte pyłkiem owady odlatują z rośliny.
SiedliskoWszystkie gatunki zasiedlają wilgotne lasy równikowe, na wysokości od 0 do 1700 m n.p.m. Rośliny naziemne preferują stanowiska wilgotne i dobrze przepuszczalne gleby, na krawędziach stromizn, wzgórzach i górskich zboczach oraz w wąwozach. Występują one również na brzegach rzek, strumieni i wodospadów, szczególnie wśród skał (nie będących reofitami i litofitami). Niekiedy (np. S. asperata) spotyka się je również w przydrożnych rowach. Rośliny te są słabo reprezentowane na bagnach, poza lokalnymi wzniesieniami. Gatunki litofityczne występują przeważnie w szczelinach na skałach wapiennych i ultramaficznych, na głazach narzutowych, klifach, a także na piaskowcach przy brzegach cieków wodnych. Gatunki reofityczne występują na kamieniach w strumieniach. Jedynie kilka gatunków (np. S. calyprata, S. venusta) zasiedla obszary dotykane przez okresowe susze.
Cechy fitochemiczneRośliny zawierają kryształy szczawianu wapnia.
GenetykaLiczba chromosomów 2n = 26, 39, 52. Niekiedy obecne są chromosomy B.

## Systematyka
Rodzaj należy do plemienia Schismatoglottideae i podrodziny Aroideae z rodziny obrazkowatych.
Podział rodzaju według A. Hay i Yuzammi
- Grupa S. calyptrata – łodyga hapaksantyczna, górna część pochwy odpadająca w całości, pochwa liściowa w pełni złączona z ogonkiem
- Grupa S. multiflora – łodyga plejonantyczna, górna część pochwy szybko odpadająca w całości, pochwa liściowa języczkowata
- Grupa S. tecturata – łodyga plejonantyczna, górna część pochwy krusząca się wyłącznie na brzegach i wierzchołku, pochwa liściowa języczkowata, ogonek liściowy otoczony pochwą u nasady, liście z cataphylle
- Grupa S. asperata – łodyga plejonantyczna, górna część pochwy krusząca się w czasie lub niedługo po okresie kwitnienia kwiatów męskich, pochwa liściowa języczkowata, ogonek liściowy otoczony pochwą co najmniej w 1/3 długości, liście bez cataphylle
- Grupa S. corneri – łodyga plejonantyczna, górna część pochwy pozostająca po przekwitnięciu rośliny, a następnie rozkładająca się i opadająca na dolną część, pochwa liściowa języczkowata, ze stałymi skrzydełkami, ogonek liściowy otoczony pochwą co najmniej w 1/3 długości, liście bez cataphylle, szypułka z kwiatostanem zwisająca, odcinki kwiatów męskich i żeńskich przylegające na kolbie

Gatunki
| - Schismatoglottis acutifolia (Engl.) - Schismatoglottis ahmadii (A.Hay) - Schismatoglottis ardenii (A.Hay) - Schismatoglottis asperata (Engl.) - Schismatoglottis barbata (Engl.) - Schismatoglottis bauensis (A.Hay et C.Lee) - Schismatoglottis bifasciata (Engl.) - Schismatoglottis bogneri (A.Hay) - Schismatoglottis brevicuspis (Hook.f.) - Schismatoglottis calyptrata ((Roxb.) Zoll. et Moritzi) - Schismatoglottis canaliculata (Engl.) - Schismatoglottis ciliata (A.Hay) - Schismatoglottis clarae (A.Hay) - Schismatoglottis clemensiorum (A.Hay) - Schismatoglottis conoidea (Engl.) - Schismatoglottis convolvula (P.C.Boyce in Mayo et al.) - Schismatoglottis corneri (A.Hay) - Schismatoglottis crinitissima (A.Hay) - Schismatoglottis cyria (P.C.Boyce) - Schismatoglottis decipiens (A.Hay) - Schismatoglottis ecaudata (A.Hay) - Schismatoglottis edanoi (A.Hay) - Schismatoglottis elegans (A.Hay) - Schismatoglottis erecta (M.Hotta) - Schismatoglottis eximia (Engl.) - Schismatoglottis eymae (A.Hay) - Schismatoglottis ferruginea (Merr.) - Schismatoglottis gamoandra (M.Hotta) - Schismatoglottis gillianiae (P.C.Boyce) - Schismatoglottis glauca (Engl.) - Schismatoglottis grabowskii (Engl.) - Schismatoglottis hainanensis (H.Li) - Schismatoglottis harmandii (Engl.) - Schismatoglottis hottae (Bogner et Nicolson) - Schismatoglottis jelandii (P.C.Boyce et S.Y.Wong) - Schismatoglottis jepomii (P.C.Boyce et S.Y.Wong) - Schismatoglottis josefii (A.Hay) - Schismatoglottis kotoensis ((Hayata) T.C.Huang) - Schismatoglottis kurzii (Hook.f.) - Schismatoglottis lancifolia (Hallier f.) - Schismatoglottis latevaginata (Engl.) - Schismatoglottis lingua (A.Hay) - Schismatoglottis longispatha (W.Bull) - Schismatoglottis luzonensis (Engl.) - Schismatoglottis maelii (P.C.Boyce et S.Y.Wong) | - Schismatoglottis mayoana (Bogner et M.Hotta) - Schismatoglottis merrillii (Engl.) - Schismatoglottis mindanaoana (Engl.) - Schismatoglottis modesta (Schott) - Schismatoglottis monoplacenta (M.Hotta) - Schismatoglottis moodii (A.Hay) - Schismatoglottis motleyana ((Schott) Engl.) - Schismatoglottis multiflora (Ridl.) - Schismatoglottis multinervia (M.Hotta) - Schismatoglottis nervosa (Ridl.) - Schismatoglottis niahensis (A.Hay) - Schismatoglottis nicolsonii (A.Hay) - Schismatoglottis patentinervia (Engl.) - Schismatoglottis pectinervia (A.Hay) - Schismatoglottis penangensis (Engl.) - Schismatoglottis petri (A.Hay) - Schismatoglottis platystigma (M.Hotta) - Schismatoglottis plurivenia (Alderw.) - Schismatoglottis puberulipes (Alderw.) - Schismatoglottis pudenda (A.Hay) - Schismatoglottis pumila (Hallier f. ex Engl.) - Schismatoglottis pusilla (Engl.) - Schismatoglottis pyrrhias (A.Hay) - Schismatoglottis retinervia (Furtado) - Schismatoglottis roseospatha (Bogner) - Schismatoglottis samarensis (A.Hay) - Schismatoglottis schottii (Bogner et Nicolson) - Schismatoglottis scortechinii (Hook.f.) - Schismatoglottis sejuncta (A.Hay) - Schismatoglottis silamensis (A.Hay) - Schismatoglottis subundulata ((Zoll. ex Schott) Nicolson) - Schismatoglottis tahubangensis (A.Hay et Hersc.) - Schismatoglottis tecturata ((Schott) Engl.) - Schismatoglottis trifasciata (Engl.) - Schismatoglottis trivittata (Hallier f.) - Schismatoglottis trusmadiensis (A.Hay et J.Wood) - Schismatoglottis unifolia (A.Hay et P.C.Boyce) - Schismatoglottis venusta (A.Hay) - Schismatoglottis viridissima (A.Hay) - Schismatoglottis wahaiana (Alderw.) - Schismatoglottis wallichii (Hook.f.) - Schismatoglottis warburgiana (Engl.) - Schismatoglottis wongii (A.Hay) - Schismatoglottis zonata (Hallier f.) |

W roku 2000 opublikowano pierwszą, po opracowaniu Englera z 1912 roku, rewizję rodzaju Schismatoglottis. Publikacja ta zapoczątkowała badania nad rodzajem, których wynikiem jest wyodrębnienie do osobnych (często nowych) rodzajów wielu gatunków:
- Schottariella mirifica P.C.Boyce & S.Y.Wong [≡ Schismatoglottis sarikeensis (M.Hotta & Bogner) Bogner & A. Hay]
- Hestia longifolia (Ridl.) S.Y.Wong & P.C.Boyce [≡ Schismatoglottis longifolia Ridl.)]
- Apoballis acuminatissima (Schott) S.Y.Wong & P.C.Boyce [≡ Schismatoglottis acuminatissima Schott]
- Apoballis belophylla (Alderw.) S.Y.Wong & P.C.Boyce [≡ Schismatoglottis belophylla Alderw.]
- Apoballis brevipes (Hook. f.) S.Y.Wong & P.C.Boyce [≡ Schismatoglottis brevipes Hook.f.]
- Apoballis grandiflora (Alderw.) S.Y.Wong & P.C.Boyce [≡ Schismatoglottis grandiflora Alderw.]
- Apoballis hastifolia (Hallier f. ex Engl.) S.Y.Wong & P.C.Boyce [≡ Schismatoglottis hastifolia Hallier f. ex Engl.]
- Apoballis javanica (Engl.) S.Y.Wong & P.C.Boyce [≡ Schismatoglottis javanica Engl]
- Apoballis longicaulis (Ridl.) S.Y.Wong & P.C.Boyce [≡ Schismatoglottis longicaulis Ridl.]
- Apoballis mutata (Hook. f.) S.Y.Wong & P.C.Boyce [≡ Schismatoglottis mutata Hook.f.]
- Apoballis okadae (M. Hotta) S.Y.Wong & P.C.Boyce [≡ Schismatoglottis okadae M. Hotta]
- Apoballis ovata (Schott) S.Y.Wong & P.C.Boyce [≡ Schismatoglottis ovata Schott]
- Apoballis rupestris (Zoll. & Moritzi ex Zoll.) S.Y.Wong & P.C.Boyce [≡ Schismatoglottis rupestris Zoll.]
- Apoballis sagittifolia (Alderw.) S.Y.Wong & P.C.Boyce [≡ Schismatoglottis sagittifolia Alderw.]
- Philonotion americana (A.M.E.Jonker & Jonker) S.Y.Wong & P.C.Boyce [≡ Schismatoglottis americana A.M.E.Jonker et Jonker]
- Philonotion bolivariana (Bunting & Steyerm.) S.Y.Wong & P.C.Boyce [≡ Schismatoglottis bolivariana Bunting et Steyerm.]
- Philonotion spruceanum Schott [≡ Schismatoglottis spruceana (Schott) G.S.Bunting]

## Nazewnictwo
Toponimia nazwy naukowejNazwa naukowa rodzaju pochodzi od greckich słów σχίσματος (schismatos – schizmatyczny, w bot. także zrzucający liście lub odpadający) i γλώττα, γλώσσα (glotta, glossa – język) i odnosi się do szybkiego więdnięcia pochwy kwiatostanu po przekwitnięciu.
Nazwy zwyczajoweRodzaj nie posiada nazwy zwyczajowej w języku polskim. W języku angielskim rośliny te określa się jako drop tongue.
SynonimyApatemone Schott, Colobogynium Schott

## Zastosowanie
Rośliny jadalneW Malezji liście gatunku Schismatoglottis calyptrata, zwanego dukaruk, a także innych gatunków, występujących pod nazwą pongongondog, są spożywane jako warzywo.
Rośliny magiczneW Papui-Nowej Gwinei kwiaty Schismatoglottis calyptrata używane są do dekorowania przedmiotów oraz osób biorących udział w ceremoniach kultu mężczyzn.
Rośliny ozdobneNiektóre gatunki z rodzaju, z uwagi na atrakcyjne liście, uprawiane są jako rośliny pokojowe. W uprawie spotyka S. calyptrata (pod nazwą painted tongue), S. lancifolia i S. scortechinii, a także rośliny nieoznaczone co do gatunku, występujące pod nazwami handlowymi, odnoszącymi się do kolorów ulistnienia, takimi jak Frosty Kiss i Green & Gold. Uprawa tych roślin nie jest jednak powszechna i są one rzadko dostępne w handlu.